# Korroboracja (prawo)
Korroboracja (łac. corroboratio od czasownika  corroborare z co- "współ" i robur "siła") – tzw. wzmocnienie umowy międzynarodowej. Klauzula ta tradycyjnie bywa zawierana wśród klauzul końcowych w umowach międzynarodowych, a ma podkreślać wolę stron (np. państw) zawierających umowę dochowania wierności umowie i wykonania zapisanych w niej zobowiązań.
Przykładowo w Karcie Narodów Zjednoczonych umieszczono następującą korroborację "W dowód czego przedstawiciele Rządów Narodów Zjednoczonych podpisali niniejszą Kartę".